# Cachoeira de Pajeú
Cachoeira de Pajeú är en kommun i Brasilien.   Den ligger i delstaten Minas Gerais, i den östra delen av landet, 700 km öster om huvudstaden Brasília. Antalet invånare är 8 962.
Omgivningarna runt Cachoeira de Pajeú är huvudsakligen savann. Runt Cachoeira de Pajeú är det glesbefolkat, med 16 invånare per kvadratkilometer.